# Ilha do céu

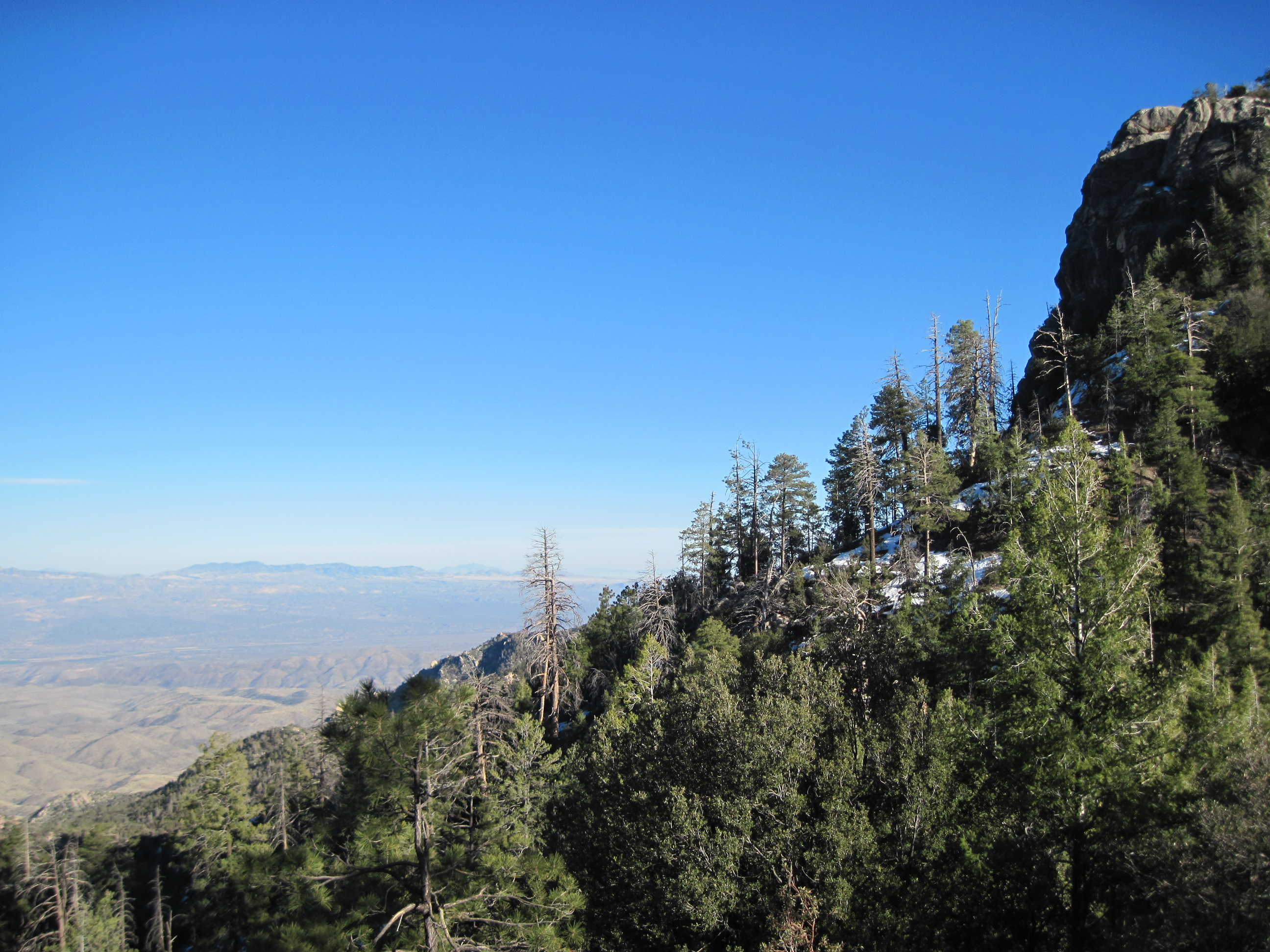
Vista à altitude de 2100 m das montanhas Santa Catalina, mostrando pinheiros e neve, enquanto no fundo se vê o árido deserto.

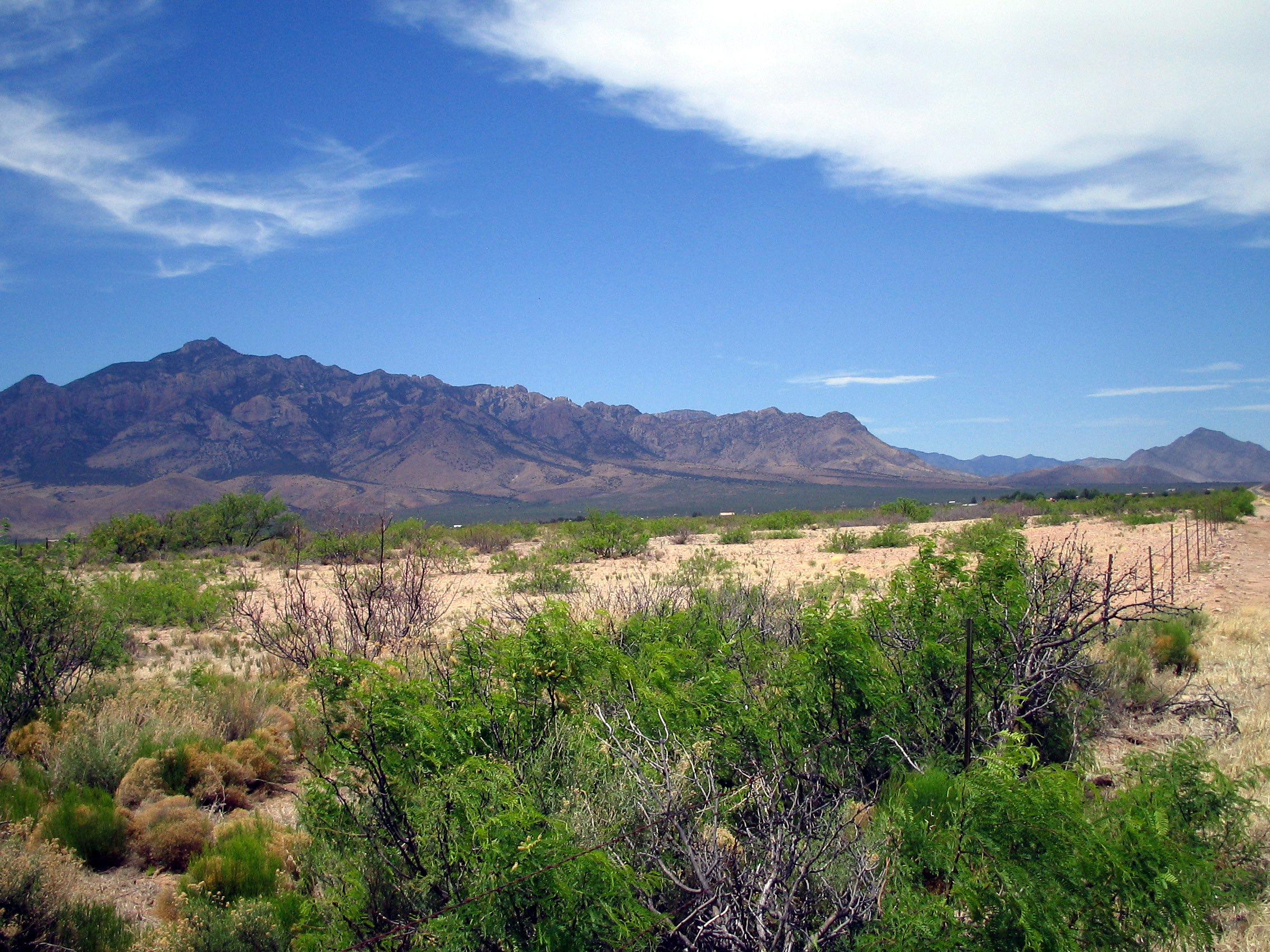
Vista dos montes Chiricahua que fazem parte das Madrean Sky Islands no Arizona, Estados Unidos.

Uma ilha do céu é um maciço montanhoso para o qual as condições de isolamento topográfico se repercutem ao nível dos ecossistemas. Assim, as montanhas se cercam de terras baixas radicalmente diferentes. Trata-se de uma expressão em língua inglesa (sky island) e o caráter insular aplica-se à especiação das espécies de fauna e flora presentes na montanha face às espécies em redor. As espécies que habitam uma ilha do céu terão maior probabilidade de se constituírem como endemismos.
As ilhas do céu mais típicas serão os tepuis da América do Sul, o Kilimanjaro na Tanzânia, o monte Wilhelm na Papua-Nova Guiné, a cordilheira Yushan em Taiwan, as montanhas Altai ou os montes San Jacinto na Califórnia.
O termo foi popularizado pelo escritor de natureza Heald Weldon, residente no sudeste do Arizona. No seu livro de 1967, Sky Island, demostrou o conceito descrevendo uma viagem da localidade de Rodeo, Novo México, no deserto ocidental de Chihuahua, até um pico nos montes Chiricahua, a 56 km de distância e 1700 m mais elevado. Ascendendo desde o quente e árido deserto, as transições até aos pastos, e depois aos bosques de carvalho, pinheiro, abeto e finalmente aos bosques de píceas, abetos e álamos. O livro menciona o conceito de bioma, mas prefere a terminologia de zonas de vida, e refere o trabalho de Clinton Hart Merriam. Também descreve a vida silvestre e as condições de vida dos chiricahuas.